# Ruan Oliveira
Ruan de Oliveira Ferreira (Paraíso do Norte, 23 marzo 2000) è un calciatore brasiliano, centrocampista del Zorja.

## Carriera
Ruan Oliveira è cresciuto nel settore giovanile del Metropolitano, con cui ha debuttato in prima squadra il 10 giugno 2018 contro l'Operário de Mafra nel Campeonato Catarinense Série B. Al termine del Campionato Catarinense del 2019 si è unito al Corinthians in prestito.
Il 13 agosto 2020 ha debuttato nella prima squadra con il Timão scendendo in campo contro l'Atlético Mineiro in Série A e cinque giorni più tardi ha rinnovato il prestito fino a fine stagione. Il 1º settembre seguente ha subito la rottura del legamento crociato anteriore sinistro che ne ha concluso anticipatamente la stagione. Dopo aver prolungato il prestito fino all'anno successivo, nel settembre 2021 ha dovuto effettuare un nuovo intervento in seguito ad una ricaduta ed il 14 luglio 2022 ha subito una nuova lesione che lo ha tenuto fuori da tutte le competizioni per un altro anno. Nonostante ciò il club ha deciso di rinnovare il prestito fino al 2023.
Il 10 giugno 2023 è tornato in campo dopo quasi tre anni di assenza subentrando a Guilherme Biro contro il Cuiabá e trovando dopo dieci minuti il gol del definitivo 1-1. Cinque giorni più tardi il Corinthians ha rinnovato il prestito del giocatore fino al termine della stagione.
Il 7 dicembre ha subito un nuovo infortunio, riportando la rottura del legamento crociato del ginocchio destro.

## Statistiche

### Presenze e reti nei club
Statistiche aggiornate al 9 gennaio 2024.
| Stagione             | Squadra              | Campionato           | Campionato | Campionato | Coppe nazionali | Coppe nazionali | Coppe nazionali | Coppe continentali | Coppe continentali | Coppe continentali | Altre coppe | Altre coppe | Altre coppe | Totale | Totale | Totale |
| Stagione             | Squadra              | Comp                 | Pres       | Reti       | Comp            | Pres            | Reti            | Comp               | Pres               | Reti               | Comp        | Pres        | Reti        | Pres   | Reti   |        |
| -------------------- | -------------------- | -------------------- | ---------- | ---------- | --------------- | --------------- | --------------- | ------------------ | ------------------ | ------------------ | ----------- | ----------- | ----------- | ------ | ------ | ------ |
| 2018                 | Metropolitano        | SD/SC                | 5          | 1          |                 | -               | -               |                    | -                  | -                  |             | -           | -           | 5      | 1      |        |
| 2019                 | Metropolitano        | PD/SC                | 14         | 1          |                 | -               | -               |                    | -                  | -                  |             | -           | -           | 14     | 1      |        |
| Totale Metropolitano | Totale Metropolitano | Totale Metropolitano | 19         | 2          |                 | -               | -               |                    | -                  | -                  |             | -           | -           | 19     | 2      |        |
| 2020                 | Corinthians          | A1/SP+A              | 0+4        | 0          | CB              | 0               | 0               |                    | -                  | -                  |             | -           | -           | 4      | 0      |        |
| 2021                 | Corinthians          | A1/SP+A              | 0          | 0          | CB              | 0               | 0               | CS                 | 0                  | 0                  |             | -           | -           | 0      | 0      |        |
| 2022                 | Corinthians          | A1/SP+A              | 0          | 0          | CB              | 0               | 0               | CL                 | 0                  | 0                  |             | -           | -           | 0      | 0      |        |
| 2023                 | Corinthians          | A1/SP+A              | 0+19       | 2          | CB              | 4               | 0               | CS                 | 5                  | 0                  |             | -           | -           | 6      | 2      |        |
| Totale Corinthians   | Totale Corinthians   | Totale Corinthians   | 23         | 2          |                 | 4               | 0               |                    | 5                  | 0                  |             | -           | -           | 32     | 2      |        |
| Totale carriera      | Totale carriera      | Totale carriera      | 42         | 4          |                 | 4               | 0               |                    | 5                  | 0                  |             | -           | -           | 51     | 4      |        |